# Майрхофер, Манфред
Ма́нфред Ма́йрхофер (нем. Manfred Mayrhofer; 26 сентября 1926, Линц — 31 октября 2011, Вена) — австрийский лингвист-индоевропеист, специализировался на индоиранских языках. Классик компаративистики, убеждённый санскритоцентрист, известен своим этимологическим словарём санскрита.
Доктор философии (1951), эмерит-профессор Венского университета, член Австрийской академии наук. Иностранный член АН СССР, РАН (1988) и Американского философского общества (1992).

## Биография
Родился в семье инженера. В 1944 году окончил гимназию в Линце, был призван в трудовую армию, затем в Вермахт и направлен на Итальянский фронт. В 1945 году попал в военную тюрьму, но вскоре был освобождён британцами. Осенью 1945 года Майрхофер поступил в Грацский университет на отделение германской филологии. Изучал также философию. Вскоре, под влиянием профессора Вильгельма Бранденштейна, увлёкся сравнительной индоевропеистикой, индоиранской филологией и семитологией. В 1949 году получил докторскую степень и в 1953 году перевёлся из Грацского в Вюрцбургский университет. Осенью 1958 года стал профессором сравнительной филологии Вюрцбургского университета. В 1958 году Майрхофер принял активное участие в работе над этимологическим словарём древнеперсидского языка своего учителя Бранденштейна. Он «расширил словарный горизонт», широко используя эламитские, арамейские и др. не-персидские источники. В 1958 году увидела свет испанская версия словаря Бранденштейна, в 1964 году — немецкая (Handbuch des Altpersischen, 1964).
В 1962 году Майрхофер переехал в Саарбрюккен. С 1963 по 1966 год был профессором в Саарском университете, с 1966 года вплоть до своей отставки в 1988 году жил в Вене, заведуя Институтом общего и индоевропейского языкознания Венского университета. Занимался исследованиями по индоевропейской ономастике и гидронимике. В 1968 году Майрхофер реконструировал мидийский язык. В 1970—1972 годах состоял генеральным секретарём класса философско-филологических наук Австрийской академии наук и членом её президиума. В 1978 году опубликовал «Грамматику санскрита с языковедческим комментарием». Написанная в историческом и сравнительно-языковедческом ключе, она служит уже не одному поколению как санскритологов и индоевропеистов.
В 1980-е годы Майрхофер ввёл в научный оборот термин «Korpussprache» («язык определенного корпуса данных», применительно к древним языкам) — призванный определить бытование языка, дошедшего до нас исключительно в текстах, надписях и косвенных источниках. В зависимости от обширности данных выделяются «языки большого корпуса» — языки с богатой письменной традицией (санскрит, латынь, древнегреческий) и «языки малого корпуса», представленные в относительно крупных текстах, но сохранившиеся фрагментарно, как то древнеперсидский или готский. При этом «языки малого корпуса», дошедшие лишь в глоссах, косвенных свидетельствах, личных именах и топонимах — например, фракийский, лидийский, мессапский, фригийский — обозначаются как «реликтовые».
После смерти польского лингвиста Е. Куриловича, Майрхофер стал издателем и редактором основанной Куриловичем серии «Индоевропейская грамматика», в которой самому Майрхоферу принадлежал том по «Сравнительной индоевропейской фонологии» (был частично переведён на русский язык).
Почётный член Лингвистического общества Америки.

## Награды
- 1986 — Австрийский почётный знак «За науку и искусство»
- 1988 — Премия Вильгельма Гартеля
- 2004 — Премия Кардинала Инницера

## Работы
- Sanskrit-Grammatik (1953), ISBN 0-8173-1285-4. («Грамматика санскрита»)
- Die Indo-Arier im alten Vorderasien, mit einer analytischen Bibliographie (1966) («Индоарии в древности на Ближнем Востоке (с аналитической библиографией)»)
- Die Rekonstruktion des Medischen, «Anzeiger der Österreichischen Akademie der Wissenschaften. Phil.-hist. Klasse», 1968, № 1.
- Die vorderasiatischen Arier. «Asiatische Studien», 23, 1969, s. 139—154. («Ближневосточные арии»)
- Die Arier im vorderen Orient — ein Mythos? Mit einem bibliographischen Supplement. SBAkWien, 294, 3, 1974. («Арии на Ближнем Востоке — это миф? (с библиографическими дополнениями)»)
- Kurzgefasstes Etymologisches Woerterbuch des Altindischen, 4 Bde.(1976), ISBN 0-8288-5722-9. («Краткий этимологический словарь санскрита»)
- Die avestischen Namen, IPNB I/1 (Vienna, 1977). («Имена Авесты»)
- Sanskrit-Grammatik mit sprachvergleichenden Erläuterungen (1978), ISBN 3-11-007177-0. («Грамматика санскрита с языковедческим комментарием»)
- Ausgewählte kleine Schriften (1979), ISBN 3-88226-038-6.
- Die altiranischen Namen (Vienna, 1979), ISBN 3-7001-0300-X. («Древнеиранские имена»)
- Ausgewählte kleine Schriften (1979/1996), ISBN 3-88226-038-6.
- Sanskrit und die Sprachen Alteuropas (Göttingen, 1982) («Санскрит и языки Древней Европы»)
- Indogermanische Grammatik, vol. 1: Lautlehre (Heidelberg, 1986) (with Jerzy Kuryłowicz and Calvert Watkins), ISBN 3-533-03487-9
- Etymologisches Wörterbuch des Altindoarischen (EWAia), Heidelberg (1986—2001), ISBN 3-533-03826-2. («Этимологический словарь древнеиндоарийского языка»)
- Die Hauptprobleme der indogermanischen Lautlehre seit Bechtel (Vienna, 2004), ISBN 3-7001-3250-6
- Die Fortsetzung der indogermanischen Laryngale im Indo-Iranischen (Vienna, 2005), ISBN 3-7001-3476-2
- Einiges zu den Skythen, ihrer Sprache, ihrem Nachleben (Vienna, 2006), ISBN 3-7001-3731-1
- Indogermanistik: Über Darstellungen und Einführungen von den Anfängen bis zur Gegenwart (Vienna, 2009), ISBN 3-7001-6603-6